# Anastrepha apicata
Anastrepha apicata
 es una especie de insecto díptero que Allen L.Norrbom y Korytkowski describieron científicamente por primera vez en 2003. Esta especie pertenece al género Anastrepha de la familia Tephritidae. 